# 이세영 (1945년)
이세영(1945년 6월 6일~2018년 12월 12일)은 대한민국의 정치인이다. 제21·22대 인천 중구청장을 역임했다.

## 학력
- 용유국민학교 졸업
- 인천중학교 졸업
- 인천고등학교 졸업
- 고려대학교 문과대학 영어영문학과 졸업

## 경력
- 이화농원 대표
- 1991.07~1995.06 제1대 인천광역시의회 의원
- 1995.07~1998.06 제21대 인천광역시 중구청장
- 1998.07~2000.02 제22대 인천광역시 중구청장

## 역대 선거 결과
|  | 50.3% |

|  | 50.11% |

|  | 100.00% |

|  | 30.16% |

|  | 16.48% |

|  | 13.76% |